# Dos Ríos, Puebla
Dos Ríos är en ort i Mexiko.   Den ligger i kommunen Chichiquila och delstaten Puebla, i den sydöstra delen av landet, 220 km öster om huvudstaden Mexico City. Dos Ríos ligger 1 743 meter över havet och antalet invånare är 586.
Terrängen runt Dos Ríos är lite bergig, och sluttar österut. Runt Dos Ríos är det ganska glesbefolkat, med 36 invånare per kvadratkilometer. Närmaste större samhälle är Huatusco de Chicuellar, 12,0 km öster om Dos Ríos. I omgivningarna runt Dos Ríos växer huvudsakligen savannskog.